# Agide IV
(Plutarco, Vita di Agide, 20, 1, traduzione di Carlo Carena, Mondadori 1981)
Agide IV (in greco antico: Ἆγις?, Àgis; Sparta, 265 a.C. circa – Sparta, 241 a.C.) fu re di Sparta della dinastia Euripontide dal 245 a.C. al 241 a.C..

## Biografia

### Origini
Agide, figlio di Eudamida II, succedette al padre sul trono Euripontide di Sparta nel 244 a.C. Sappiamo da Plutarco che, al momento dell'incoronazione, il nuovo re aveva meno di vent'anni.
Cresciuto fra le agiatezze della madre Agesistrata e della nonna Archidamia, le donne più ricche di Sparta, Agide dimostrò fin da giovane, secondo la testimonianza di Plutarco, disprezzo e noncuranza per la ricchezze, accontentandosi di poco ed ammirando la semplicità degli antichi re, che seguivano una vita estremamente sobria e morigerata. Al tempo di Agide, invece, le grandi ricchezze che erano arrivate subito dopo la vittoria nella guerra del Peloponneso (404 a.C.), avevano fatto allontanare i cittadini dai costumi "laconici" introdotti da Licurgo.
L'altro re, Leonida II, era invece abituato a vivere nel lusso, in quanto, come racconta Plutarco, aveva passato molto tempo alla sfarzosa corte di Seleuco II, re di Persia e Babilonia. Leonida non era infatti l'erede designato al trono, ma diventò re in quanto parente più prossimo di Areo II, morto a soli otto anni nel 254 a.C., e che era a sua volta il figlio postumo di Acrotato.

### Ideazione della riforma
Agide, spinto, secondo la testimonianza di Plutarco, da motivi sia idealistici che politici, non solo intendeva restaurare la sobrietà di costumi del passato, ma soprattutto voleva riequilibrare le ricchezze tra i cittadini. Infatti, l'abolizione, da parte dell'eforo Epitadeo, negli anni immediatamente successivi alla vittoria della guerra del Peloponneso, del divieto di vendita delle proprietà terriere, aveva portato all'accumulo di quasi tutti i latifondi nelle mani di pochi cittadini, soprattutto donne, lasciando all'indigenza la stragrande maggioranza dei cittadini, che avevano così contratto debiti molto ingenti e versavano in condizioni di estrema povertà.
Agide ideò quindi una riforma economica ed agraria che prevedeva da una parte il condono totale di tutti i debiti per tutti i cittadini, e dall'altra la redistribuzione delle terre fra tutti gli Spartiati. Per prima cosa, il giovane re cercò e trovò l'appoggio dello zio Agesilao, abilissimo oratore, e di due influenti cittadini: Lisandro figlio di Libio, stimatissimo discendente dell'omonimo navarco, e di Mandroclida figlio di Ecfane, dotato, secondo la testimonianza di Plutarco, di un'audacia formidabile.
In secondo luogo, Agide convinse, aiutato dallo zio Agesilao, la madre Agesistrata e la nonna Archidamia ad appoggiarlo nel suo progetto.

### Eforato di Lisandro e promulgazione della riforma
La svolta avvenne nel 242 a.C., quando Agide ottenne che Lisandro fosse eletto eforo, uno dei cinque supremi magistrati spartani, che rimanevano in carica per un solo anno, con mandato non rinnovabile in alcun modo. Lisandro presentò alla Gerusia la proposta di legge ideata da Agide, che prevedeva il condono dei debiti, la redistribuzione delle terre e l'integrazione degli Spartiati, all'epoca in numero ridotto, con un congruo gruppo di perieci, ovvero abitanti delle zone limitrofe a Sparta, che non avevano gli stessi diritti dei cittadini veri e propri.
Dato che la proposta non ottenne il consenso degli anziani, Lisandro convocò l'Apella, l'assemblea dei cittadini. Qui presentò personalmente la riforma, sostenuto da Agesilao e da Mandroclida, che evidenziarono il fatto che l'oracolo di Pasifae, consultato periodicamente dagli efori che vi dormivano e dai sogni fatti traevano auspici divinatori, indicava chiaramente che era necessario tornare alle antichi leggi di Licurgo, che prevedevano l'equa distribuzione delle proprietà fra tutti i cittadini. Agide stesso parlò all'assemblea, annunciando che egli stesso avrebbe donato ai cittadini le sue terre e le sue ricchezze, e che sarebbe stato subito imitato dalla madre e dalla nonna.
Per assicurare l'integrazione dei nuovi cittadini nello stato spartano Agide prescrisse il ripristino del tradizionale metodo di educazione dei giovani (l'agoghé) e la ripresa dell'istituzione dei sissizi.

### Deposizione di Leonida
Il re Agiade Leonida, però, si oppose con tutti i mezzi alla proposta di riforma, accolta invece con grande favore ed entusiasmo dalla cittadinanza. Lisandro architettò allora un piano per eliminare lo scomodo e potente avversario.
Dopo aver accusato Leonida di fronte all'Apella di aver sposato, in violazione di un'antica legge di Sparta, una donna straniera, figlia di un luogotenente di Seleuco II, Lisandro convocò i quattro colleghi per un rito divinatorio tradizionale che doveva confermare se gli dèi fossero favorevoli o meno alla deposizione del sovrano.
Secondo questo antico rito, che poteva essere celebrato una sola volta ogni nove anni, gli efori, in una notte di novilunio priva di nuvole, avrebbero dovuto scrutare il cielo in silenzio: se uno dei magistrati avesse visto una stella cadente, significava che uno dei due re aveva violato le antiche leggi di Sparta e doveva essere deposto e mandato in esilio finché, eventualmente, l'oracolo di Delfi o quello di Olimpia non avessero dimostrato la sua innocenza. Lisandro disse di aver visto una stella cadente e Leonida fu costretto dapprima a rifugiarsi come supplice nel tempio di Atena Calcieco e poi a lasciare Sparta e ad andare in esilio a Tegea, mentre Lisandro faceva incoronare al suo posto il genero del re, Cleombroto II (242 a.C.).
Secondo il racconto di Plutarco, quando Agesilao seppe che Leonida era in viaggio verso Tegea, inviò dei sicari per ucciderlo lungo il tragitto, ma Agide, saputo dell'attentato, inviò prontamente dei suoi uomini a scortare Leonida per condurlo sano e salvo fino a destinazione.

### Applicazione parziale della riforma

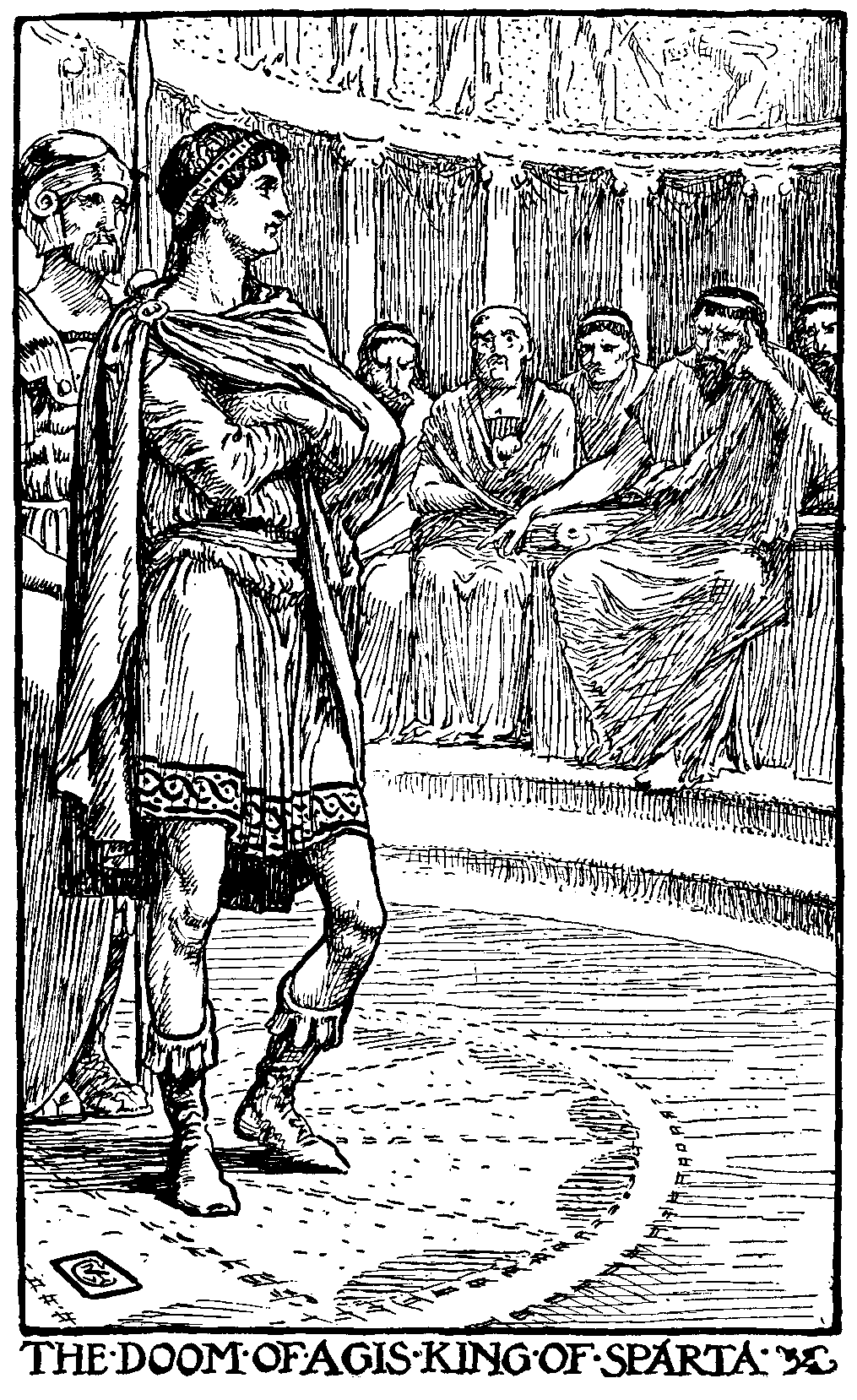
Ritratto di Agide IV (Walter Crane, The Children's Plutarch: Tales of the Greeks by F. J. Gould, Harper & Brothers Publishers, 1910).

Anche se Leonida era stato deposto e si trovava in esilio, l'applicazione della riforma incontrò subito delle gravi difficoltà. Innanzitutto il mandato annuale di Lisandro e dei suoi colleghi era giunto al termine e i nuovi efori che erano stati eletti intendevano restaurare Leonida sul trono e denunciare Lisandro e Mandroclida. Questi ultimi persuasero quindi Agide e Cleombroto a destituire gli efori regolarmente in carica e a sostituirli con altri magistrati che fossero più accondiscendenti, tra i quali lo stesso Agesilao.
In questo modo, si poté procedere con la prima fase della riforma, che consisteva nell'abrogazione dei debiti: tutte le ricevute dei pegni e delle ipoteche, che gli Spartani chiamavano claria (in greco antico: κλάρια?), furono pubblicamente bruciate in piazza. Ma Agesilao, sfruttando la sua carica di eforo, faceva di tutto per procrastinare l'applicazione della seconda parte della riforma, seconda la quale le terre avrebbero dovuto essere distribuite fra tutti i cittadini. Secondo il racconto di Plutarco, infatti, Agesilao era ben felice dell'abrogazione dei debiti, in quanto ne aveva contratti parecchi, ma cercava di ostacolare in tutti i modi la redistribuzione delle terre, per la grande quantità di latifondi di cui si trovava in possesso. Plutarco attribuisce quindi il fallimento della riforma di Agide proprio all'avarizia di Agesilao.
Nel frattempo, Agide fu inviato dagli efori alla testa dell'esercito spartano per partecipare al fianco della lega achea, guidata da Arato, ad una guerra contro la lega etolica (241 a.C.). La spedizione si concluse con un nulla di fatto, perché Arato decise di non ingaggiare una battaglia campale e di prendere tempo. Agide, dopo aver conquistato Pellene, tornò quindi poco tempo dopo a Sparta, trovandola nello scompiglio più completo.
L'eforo Agesilao, infatti, si era attirato le inimicizie della popolazione, commettendo ogni tipo di sopruso per ottenere denaro, ed avendo aggiunto senza motivo un mese intercalare all'anno in corso in modo da avere un mese in più di mandato. Inoltre, stava pianificando di alterare le elezioni per l'anno successivo in modo da essere ri-eletto eforo, il che era del tutto anticostituzionale, dato che questa suprema magistratura non era in alcun modo rinnovabile.

### Ritorno di Leonida
Gli Spartani, per neutralizzare le mire di Agesilao, non esitarono a richiamare Leonida dall'esilio e re-installarlo sul trono (241 a.C.). Temendo la vendetta del re, Agide e Cleombroto si rifugiarono come supplici, il primo nel tempio di Atena Calcieco (lo stesso che l'anno precedente aveva utilizzato Leonida per la sua fuga), e il secondo in quello di Poseidone. Agesilao fuggì invece all'estero, aiutato dal figlio Ippomedonte di Sparta, mentre non sappiamo nulla della sorte di Lisandro.
Per prima cosa, Leonida mandò in esilio il genero Cleombroto, che fu accompagnato dalla moglie Chilonide, che in precedenza aveva accompagnato anche il padre in esilio a Tegea. Successivamente, Leonida destituì gli efori in carica e ne nominò altri cinque scelti tra i suoi fedelissimi e si preparò ad eliminare anche Agide, nonostante grazie a lui avesse avuto salva la vita mentre era in esilio.

### Morte ed eredità
Per uccidere Agide, Leonida tese al rivale un tranello. Anfare, uno degli efori nominati da Leonida, era infatti un vecchio amico del giovane re e, recatosi come di consueto al tempio di Atena Calcieco per parlare con lui, lo accompagnò, assieme ad altri amici, al bagno, e lì lo catturò, conducendolo in prigione.
Leonida, nel frattempo, fece circondare con l'esercito la prigione, dove gli efori istituirono un processo per direttissima. Secondo il racconto di Plutarco, uno degli efori cercò di suggerire al re una via d'uscita, chiedendogli se la responsabilità della riforma che aveva voluto istituire fosse di Lisandro e di Agesilao, ma Agide, per tutta risposta, disse che non si pentiva dei provvedimenti che aveva preso, che non facevano altro che riprendere le antiche leggi di Licurgo.
Agide fu dunque portato nella Dechade, la cella dove si giustiziavano i condannati, e lì fu strangolato (241 a.C.). La madre Agesistrata e la nonna Archidamia, accorse nel frattempo alla prigione, chiesero di poter vedere il figlio e nipote e furono anch'esse giustiziate, suscitando la sdegno e l'odio della popolazione. Le due donne erano state infatti entrambe regine e soprattutto Archidamia era stata tenuta in grandissima considerazione dagli Spartani. Inoltre, mai prima d'allora un re era stato ucciso per ordine degli efori ed anzi in tutta la storia di Sparta nessuno dei re prima dell'epoca di Filippo, era mai stato ucciso da un altro greco, nemmeno in battaglia, eccetto Cleombroto.
Alla morte di Agide, fu incoronato re Euripontide il figlio appena nato Eudamida III, avuto dalla moglie Agiatide. Leonida costrinse Agiatide a sposare il suo giovane figlio Cleomene che, una volta diventato re alla morte del padre, completò e perfezionò la riforma di Agide, secondo Plutarco persuaso da Agiatide stessa, che gli illustrò dettagliatamente gli ideali e le intenzioni del primo marito.

## Letteratura
La figura del sovrano Euripontide fu portata sulle scene da Vittorio Alfieri con la tragedia Agide (1786).